# Budara conversata
Budara conversata là một loài bướm đêm trong họ Geometridae.